# 제염
한국의 제염(製鹽)은 갯벌을 활용한 고유한 소금 생산 기술이다. 고대부터 조선시대까지 쓰인 자염법(煮鹽法)과 그 후부터 지금까지 쓰이는 천일제염법(天日製鹽法)으로 크게 나뉜다. 2018년 4월 30일 대한민국의 국가무형문화재 제134호로 지정되었다.

## 주요 산지
고려시대에는 소금을 끓이는 가마인 염분(鹽盆)이 동북부를 제외한 전국 연안에 분포하였고, 특히 황해안에 많았다.
조선시대에는 황해안에 염전이 집중된 지금과 달리 당시에는 황, 남, 동해 모든 곳에서 염업이 성행하였다. 가장 유명한 생산지는 전라남도로, 나주, 목포 쌍자군도(雙子群島), 고하도, 지도, 압해도 등에서 생산된 소금은 한반도에서 생산된 것의 절반 가량에 달하였다. 경기도에서는 남양의 규모가 가장 컸고 그 뒤를 안산, 수원, 통진, 부평, 인천 등이 이었다. 충청남도는 당진, 면천, 해미, 서산, 태안, 보령, 남포 등에 염전이 있었다. 경상남도는 낙동강 명지도에 대규모의 염전이 있었으며, 그 외에 동래 분포(盆浦), 부산 사하, 진해, 창원, 사천, 고성, 진주, 곤양, 울산 합도(蛤島)·대도(大島)·삼산도(三山島) 등이 소금 생산지였다. 함경남도는 영흥, 문천, 함흥에서, 평안남도는 용강, 함종, 증산, 숙천 등지에서 소금이 났다. 황해도는 연안과 해주의 염전이 유명하였다.

## 지정 사유
한반도는 소금산지가 없어 고대로부터 현재까지 바닷물을 원료로 하여 소금을 생산하여 왔다. 자염에 대한 기록은 고려시대부터 찾아볼 수 있고, 현재까지 이어져온 천일염전은 1907년에 도입되어 100여년 지속되어 왔다.
조선시대까지 이어진 자염법은 갯벌 흙, 바닷물, 햇볕을 이용하여 얻은 함수(鹹水)를 소금가마에 붓고 불을 지피는 방식이고, 천일제염법은 오로지 햇볕과 바람만으로 수분을 증발시키면서 소금을 생산하는 방식이다.
한반도의 자염이나 천일염은 갯벌에 조성되었다는 점이 가장 큰 특징으로 세계적으로 한반도가 갯벌 천일염 생산량 중에 86%을 차지하고 있다. 그리고 소금으로 화재를 예방하고 부정한 것을 퇴치한다는 신앙차원에서 한국만의 고유성을 찾아볼 수 있으며, 향후 소금 생산방식과 작업구조에 대한 연구는 어촌문화와 한반도 갯벌의 생태에 대한 학술연구에도 크게 기여할 것으로 보인다. 또한 서해안의 갯벌 염전은 낙조와 함께 독특한 경관을 연출한다.
이처럼 제염은 무형문화재로서 역사성, 예술성, 학술성 등의 가치가 있으므로 이를 국가무형문화재로 지정하여 종목을 보존 전승하고자 한다. 다만, 제염은 특정지역에 한정되어 전승되는 전통 지식, 기술이 아니므로 보유자 또는 보유단체를 인정하지 않고 종목으로만 지정한다.

## 같이 보기
- 염전
- 소금

## 참고 문헌
- 문화재청장 (2018년 5월 9일). “문화재청고시제2018-52호(국가무형문화재 종목 지정)”. 《행정자치부 전자관보》. 관보 제19252호 4~5쪽. 2018년 5월 21일에 확인함. 문화재명: 제염. 지정번호: 제134호. 지정일: 2018.4.30.
- 이영학 (1991). “개항기 제염업에 대한 연구”. 《한국문화》 (서울대학교 한국문화연구소) 12: 535-575. 2020년 4월 27일에 확인함.
- 제염 - 국가유산청 국가유산포털